# إدوارد روبنسون سكويب
إدوارد روبنسون سكويب (4 تموز 1819- 25 تشرين أول 1900) كان طبيبًا ومخترعًا أمريكيًا رائدًا ومصنعًا للمستحضرات الصيدلانية أسس (E. R. Squibb and Sons) والتي أصبحت في النهاية جزءًا من عملاق الأدوية الحديث (Bristol-Myers Squibb).

## بداية حياته
ولد سكويب في ويلمنجتون بولاية ديلاوير في 4 يوليو 1819 . وهو ابن جيمس روبنسون سكويب (1796- 1852) وكاثرين هاريسون (néeBonsal) سكويب (1798 – 1833) وكلاهما من الكويكرز ، في سن السادسة والعشرين تخرج من كلية جيفرسون الطبية في فلادليفيا, بنسالفانيا.

## حياته المهنية
بعد تخرجه مباشرة من كلية الطب، أصبح طبيبًا لسفينة في البحرية الأمريكية ، خدم خلال الحرب المكسيكية الأمريكية المستمرة. بعد الحرب أدار مستشفى طبي في بروكلين البحري في بروكلين (Brooklyn Navy Yard).
كطبيب في البحرية، أصبح سكويب (Squibb) محبطًا من الجودة الرديئة للأدوية المستخدمة في السفن العسكرية الأمريكية؛ ونتيجة لذلك اخترع في عام (1854) طريقة محسّنة لتقطير الأثير، وهو مخدر. وتخلى عن طريقة التقطير الخاصة به، بدلاً من براءة اختراعها من أجل الربح..

## شركة سكويب
في عام (1858) ترك الجيش وبدأ عمله الخاص في تصنيع المستحضرات الصيدلانية في بروكلين، احترق مختبره ثلاث مرات، وفي إحدى هذه الحالات تسبب انفجار الأثير في إصابة سكويب بحروق بالغة .
في عام (1892), أنشأ سكويب شراكة مع ولديه ، الدكتور إدوارد سكويب وتشارلز سكويب، وقد اشتهرت الشركة منذ أجيال عديدة باسم (E. R. Squibb and Sons. Squibb). عُرف سكويب كمدافع قوي عن مراقبة الجودة ومعايير النقاء العالية في صناعة الأدوية الوليدة في عصره، وفي وقت من الأوقات كان ينشر ذاتيًا بديلاً عن دستور الأدوية الأمريكي مقياس سكويب الفلكي للمواد الطبية (Squibb's Ephemeris of Materia Medica) بعد فشله في إقناع الجمعية الطبية الأمريكية لدمج معايير نقاء أعلى.
تم العثور على إشارات (Materia Medica) حول فائدة وأفضل طريقة لتحضير الأدوية المختلفة في العديد من الأوراق الطبية في أواخر القرن التاسع عشر.عملت شركة سكويب كمورد رئيس للسلع الطبية لجيش الاتحاد خلال الحرب الأهلية الأمريكية، حيث قدمت مجموعات طبية محمولة تحتوي على المورفين والمخدرات الجراحية والكينين لعلاج الملاريا (التي كانت مستوطنة في معظم شرق الولايات المتحدة في ذلك الوقت).

## الحياة الشخصية
كان سكويب متزوجًا من كارولين كوك (1833-1905) من فيلادلفيا، كانا معًا، وأنجنا:
·         د. هاميلتون سكويب (1853-1929) الذي تزوج جين جريفز  ساميسون (1855- 1915).
·         تشارلز فيلوز سكويب (1858-1942)، الذي تزوج مارغريت دوج (1859- 1930).
·         ماري كينج سكويب (1865–1950)، التي تزوجت من دكتور جون كامينجز (1858- 1910).
·         جورج هانسون سكويب (1867-1869)، الذي توفي طفلاً.
توفي سكويب في (25 تشرين أول 1900) في منزله، 152 كولومبيا هايتس في بروكلين، نيويورك، نتيجة تمزق أوعيته الدموية.